# 2023 у Тернопільській області
| Роки в Тернопільській області: ← · 2000 · 2001 · 2002 · 2003 · 2004 · 2005 · 2006 · 2007 · 2008 · 2009 · 2010 · 2011 · 2012 · 2013 · 2014 · 2015 · 2016 · 2017 · 2018 · 2019 · 2020 · 2021 · 2022 · 2023 · 2024 · 2025 Див. також: XIX століття · XX століття |

## Річниці

### Річниці заснування, утворення
- 21—25 серпня — 80 років від часу ІІІ Надзвичайного великого збору ОУН(б) на денисівському хуторі Веснівка (1943)

### Річниці від дня народження
- 2 січня — 60 років від дня народження українського письменника, журналіста, науковця Олександра Вільчинського (02.01.1963)
- 10 січня — 80 років від дня народження українського скульптора, лавреата Державної премії України ім. Т. Шевченка (1972) Ярослава Мотики (нар. 1943)
- 20 січня — 60 років від дня народження фольклориста, краєзнавця, громадського діяча Петра Шимківа (нар. 1963)
- 24 січня — 90 років від дня народження українського письменника-сатирика, публіциста, артиста розмовного жанру Євгена Дударя (нар. 1933)
- 5 лютого — 75 років від дня народження українського видавця, педагога, ученого в галузі ядерної фізики Ярослава Гринчишина (нар. 1948)
- 10 лютого — 100 років від дня народження українського музейника, краєзнавця, публіциста Бориса (Буми) Ельгорта (1923—1989)
- 24 лютого — 70 років від дня народження українського краєзнавця, журналіста, філателіста, громадського діяча Юрія Ковалькова (нар. 1953)
- 16 березня — 75 років від дня народження українського поета, художника, перекладача, громадсько-політичного діяча Михайла Левицького (1948—2018)
- 21 березня — 75 років від дня народження українського науковця, письменника, громадського діяча Олега Германа (нар. 1948)
- 23 березня — 100 років від дня народження українського диригента, мистецтвознавця, педагога Михайла Антківа (1923—1993)
- 27 квітня — 70 років від дня народження української ученої-географа, краєзнавця, педагога Ольги Заставецької (1953—2017)
- 30 квітня
  - 75 років від дня народження українського поета, музейника, дисидента Ярослава Павуляка (1948—2010)
  - 60 років від дня народження українського скульптора Романа Вільгушинського (нар. 1963)
- 5 травня — 75 років від дня народження українського священника, літератора, публіциста Василя Ганішевського (нар. 1948)
- 9 травня — 90 років від дня народження українського письменника, лавреата Державної премії України ім. Т. Шевченка (1998) Романа Андріяшика (1933—2000)
- 27 травня — 70 років від дня народження українського живописця, графіка Ігоря Зілінка (нар. 1953)
- 2 червня — 70 років від дня народження українського поета, літературознавця, публіциста, перекладача, громадського діяча Володимира Барни (нар. 1953)
- 28 червня — 75 років від дня народження українського поета, прозаїка, громадського діяча Івана Демчишина (1948—2009)
- 4 липня — 160 років від дня народження українського художника, літератора, громадського діяча Юліана Панькевича (1863—1935)
- 26 липня — 70 років від дня народження українського поета, драматурга, автора-виконавця пісень, режисера Сергія Лазо (нар. 1953)
- 18 серпня — 120 років від дня народження українського блаженнійшого отця-редемпториста Зенона Ковалика (1903—1941)
- 24 серпня — 80 років від дня народження українського письменника, редактора, громадського діяча Романа Качурівського (1943—2009)
- 1 вересня — 75 років від дня народження українського архівіста, краєзнавця, педагога Богдана-Романа Хаварівського (1948—2016)
- 12 вересня — 200 років від дня народження — польського поета, громадського діяча Корнеля Уєйського (1823—1897)
- 13 вересня — 150 років від дня народження українського письменника, літературознавця, публіциста, видавця Дениса Лукіяновича (1873—1965)
- 1 жовтня — 75 років від дня народження українського історика-дослідника, краєзнавця, науковця Нестора Мизака (нар. 1948)
- 3 жовтня — 60 років від дня народження українського поета, літературознавця, редактора Бориса Щавурського (нар. 1963)
- 11 жовтня — 70 років від дня народження українського письменника, журналіста, художника Зіновія Кіпибіди (нар. 1953)
- 13 жовтня — 75 років від дня народження українського краєзнавця Євгена Дороша (1948—2009)
- 25 жовтня — 175 років від дня народження австрійського й німецького письменника, перекладача, літературознавця, журналіста Карла-Еміля Францоза (1848—1904)
- 8 листопада — 80 років від дня народження українського художника Дмитра Стецька (1943—2017)
- 12 грудня — 75 років від дня народження українського краєзнавця, літературознавця, громадського діяча Богдана Савака (нар. 1948)
- 18 грудня — 120 років від дня народження українського письменника, журналіста, редактора Романа Завадовича (1903—1985)
- 29 грудня — 80 років від дня народження українського письменника, журналіста, громадсько-політичного діяча Левка Крупи (1943—2000)